# استان پیزا
استان پیزا (ایتالیایی:Provincia di Pisa) استانی در ناحیه توسکانی ایتالیا می‌باشد. پایتخت این استان شهر پیزا است.
مساحت این استان ۲٬۴۴۸ کیلومتر مربع و جمعیت آن طبق آمارهای سال ۲۰۱۲ میلادی، ۴۲۰٬۵۵۴ نفر است. ۳۹ شهرستان جمعاً در این استان قرار دارند.
شهر پیزا، مرکز این استان، به خاطر برج معروفش شناخته شده است و همین بنای شگفت‌انگیز، توریست‌های زیادی را به این شهر می‌کشاند.

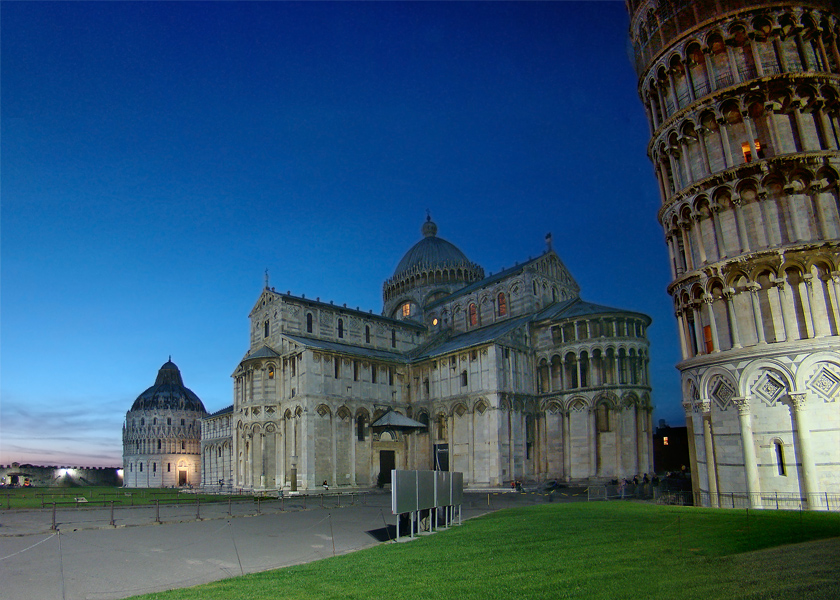
برج کج پیزا